# Луковець-Журівський
Луковець-Журівський — село в складі Букачівської селищної територіальної громади Івано-Франківського району Івано-Франківської області.
Населення за переписом 2001 становило 332 осіб. Площа 9,92 км².Поштовий індекс — 77052.Телефонний код — 03435.

## Історія
1 січня 1933 р. Розпорядженням Ради Міністрів РП з розпарцельованого (розділеного) фільварку гміни Журів, було утворено нову самостійну адміністративну гміну Луковець Журівський.
У 1939 році в селі проживало 1190 мешканців (10 українців і 1180 поляків).

## Цікавий факт
Одна з центральних вулиць села є одночасно межею Івано-Франківської та Львівської областей: на іншій стороні вулиці вже село Новошини Стрийського району Львівської області).